# ولیکو کادیویچ
ولیکو کادیویچ (سیریلیک صربی: Вељко Кадијевић؛ ۲۱ نوامبر ۱۹۲۵ – ۲ نوامبر ۲۰۱۴) یک ژنرال اهل پادشاهی یوگسلاوی بود.وی از مه ۱۹۸۸ تا استعفایش در ژانویه ۱۹۹۲ وزیر دفاع جمهوری فدرال سوسیالیستی یوگسلاوی بود.وی فرمانده دفاکتو ارتش مردمی یوگسلاو در زمان جنگ ده‌روزه در اسلوونی و جنگ استقلال کرواسی بود.